# Vlado Papić
Vlado Papić (* 21. September 1968 in Zagreb) ist ein ehemaliger kroatischer Fußballspieler. 

## Werdegang
Der Mittelstürmer Vlado Papić begann seine Profikarriere bei Hajduk Split und war in seinem Heimatland noch für Dinamo Zagreb und NK Zagreb aktiv. 1991 wechselte er zum Landesligisten VfL Rheinbach und stieg mit der Mannschaft in die Verbandsliga Mittelrhein auf. Nach Saisonende wechselte Papić zum MSV Duisburg in die 2. Bundesliga. Mit den „Zebras“ wurde er am Ende der Saison 1992/93 Vizemeister hinter dem SC Freiburg und stieg in die Bundesliga auf. Im Sommer 1994 wechselte Vlado Papić zum FC Gütersloh in die seinerzeit viertklassige Oberliga Westfalen. 
Mit Gütersloh wurde er zunächst in der Saison 1994/95 Meister der Oberliga Westfalen und ein Jahr später Meister der Regionalliga West/Südwest. Nach diesen zwei Aufstiegen in Folge wechselte er 1998 zum Regionalligisten Eintracht Trier. Mit der Eintracht wurde er in der Saison 1998/99 Vizemeister der Regionalliga West/Südwest hinter Alemannia Aachen. In der Aufstiegsrunde zur 2. Bundesliga scheiterten die Trierer an Kickers Offenbach. Im Sommer 2000 wechselte Vlado Papić zum Oberligisten 1. FC Magdeburg. 
Mit den Magdeburgern wurde er in der Saison 2000/01 Meister der Südstaffel der Oberliga Nordost und schaffte nach der gewonnenen Relegation gegen den BFC Dynamo den Aufstieg in die Regionalliga. Ein Jahr später musste Magdeburg die Insolvenz beantragen und zwangsabsteigen. Papić wechselte daraufhin im Sommer 2002 zum Regionalligisten SSV Jahn Regensburg. Mit dem Jahn wurde er in der Saison 2002/03 Vizemeister der Regionalliga Süd hinter der SpVgg Unterhaching und stieg in die 2. Bundesliga auf. Vlado Papić wechselte allerdings zum Regionalligisten FC Augsburg und beendete dort 2004 seine Karriere.

## Erfolge
- Aufstieg in die Bundesliga: 1993
- Aufstieg in die 2. Bundesliga: 1996, 2003
- Aufstieg in die Regionalliga: 1995, 2001